# روتشيلدز (فلم)
داي روتشيلدز (بالألمانية: Die Rothschilds) ، هي فيلم سينمائي ألماني أنتج عام 1940م، وتتحدث الفيلم عن سيطرة عائلة روتشيلد اليهودية برغبة السيطرة على العالم بدءاً من بريطانيا ، وتنتهي بفلسطين ، وذلك عن طريق رسم شعار النجم السداسي.

## وصلات خارجية
- مقالات تستعمل روابط فنية بلا صلة مع ويكي بيانات
- الفيلم متوفر للتحميل المجاني على أرشيف الإنترنت (لغة ألمانية بترجمة إنكليزية)